# Nocomis
Nocomis is een geslacht van straalvinnige vissen uit de familie van Cyprinidae (Eigenlijke karpers).

## Soorten
- Nocomis asper Lachner & Jenkins, 1971
- Nocomis biguttatus (Kirtland, 1840)
- Nocomis effusus Lachner & Jenkins, 1967
- Nocomis leptocephalus (Girard, 1856)
- Nocomis micropogon (Cope, 1865)
- Nocomis platyrhynchus Lachner & Jenkins, 1971
- Nocomis raneyi Lachner & Jenkins, 1971